# Pungka
Pungka is een bestuurslaag in het regentschap Sumbawa van de provincie West-Nusa Tenggara, Indonesië. Pungka telt 1526 inwoners (volkstelling 2010).